# Pietro Annoni
Pietro Annoni (Milano, 14 dicembre 1886 – Milano, 19 aprile 1960) è stato un canottiere e dirigente sportivo italiano, medaglia d'argento nel due di coppia di Canottaggio ai Giochi olimpici di Anversa 1920.

## Carriera
Oltre al titolo di vice campione olimpico, in carriera è riuscito a conquistare un titolo europeo sempre in coppia con Erminio Dones.
Tra il 1935 e il 1936 fu anche presidente del Milan.

## Palmarès
| Anno | Manifestazione  | Sede    | Evento        | Risultato |
| ---- | --------------- | ------- | ------------- | --------- |
| 1920 | Giochi olimpici | Anversa | Due di coppia | Argento   |

### Altri risultati
Campionati europei
- Oro: Ginevra 1912, due di coppia